# Indira Varma
Indira Anne Varma (Bath, 27 september 1973) is een Britse actrice.

## Biografie
Varma werd geboren in Bath. Zij heeft een Indiase vader en een Zwitserse moeder. Zij heeft gestudeerd aan de Royal Academy of Dramatic Art in Londen waar zij in 1995 haar diploma haalde.
Varma is getrouwd met acteur Colin Tierney, samen hebben zij een dochter.

## Filmografie

### Films
- 2023 Mission: Impossible – Dead Reckoning Part One - als directeur van de Defense Intelligence Agency
- 2022 National Theatre Live: The Seagull - als Arkadina
- 2021 Silent Hours - als dr. Catherine Benson
- 2021 Crisis - als Madira Brower
- 2020 Old Vic: In Camera - Faith Healer - als Grace
- 2020 The One and Only Ivan - als dr. Maya Wilson
- 2019 National Theatre Live: Present Laughter - als Liz Essendine
- 2019 Official Secrets - als Shami Chakrabarti
- 2019 Close - als Rima Hassine
- 2017 Unspeakable - als Jo
- 2017 The Machine - als Hannah
- 2016 Una - als Sonia
- 2014 Silent Hours - als dr. Catherine Benson
- 2014 Shakespeare's Globe: Titus Andronicus - als Tamora
- 2014 Exodus: Gods and Kings - als Miriam
- 2013 Mindscape - als Judith
- 2009 Inside the Box – als Catherine Powell
- 2007 Sex and Death 101 – als Devon Sever
- 2006 Basic Instinct 2 – als Denise Glass
- 2005 A Waste of Shame: The Mystery of Shakespeare and His Sonnets – als Lucie
- 2005 The Quatermass Experiment – als Judith Carroon
- 2004 Bride & Prejudice – als Kiran
- 2003 Reversals – als Kathy Irwin
- 2002 Mad Dogs – als Narendra
- 2001 The Whistle-Blower – als Diane Crossman
- 2000 Zehn wahnsinnige Tage – als Ra
- 1998 Jinnah – als Ruttie Jinnah
- 1997 Sixth Happiness – als Amy
- 1997 Clancy's Kitchen – als Kitty
- 1996 Kama Sutra: A Tale of Love – als Maya

### Televisieseries
Uitgezonderd eenmalige gastrollen.
- 2024-2025 Creature Commandos - als The Bride of Frankenstein (stem) - 7 afl.
- 2023 Obsession - als Ingrid Farrow - 4 afl.
- 2022-2023 The Legend of Vox Machina - als Lady Allura Vysoren (stem) - 7 afl.
- 2022 The Capture - als Khadija Khan - 6 afl.
- 2022 Obi-Wan Kenobi - als Tala Durith - 3 afl.
- 2022 Impact Winter - als Kallistrata - 3 afl.
- 2019-2021 This Way Up - als Charlotte - 10 afl.
- 2020-2021 For Life - als Safiya Masry - 23 afl.
- 2020-2021 Spitting Image - als stemartieste - 16 afl.
- 2019 Carnival Row - als Piety Breakspear - 8 afl.
- 2018 Patrick Melrose - als Anne Moore - 3 afl.
- 2014-2017 Game of Thrones - als Ellaria Sand - 13 afl.
- 2016 Paranoid - als Nina Suresh - 8 afl.
- 2016 New Blood - als Lisa Douglas - 2 afl.
- 2013 What Remains – als Elaine – 4 afl.
- 2012 Hunted – als Natalie Thorpe – 5 afl.
- 2012 World Without End – als Mattie Wise – 2 afl.
- 2012 Silk – als George Duggan – 6 afl.
- 2010-2011 Human Target – als Ilsa Pucci – 13 afl.
- 2010 Luther – als Zoe Luther – 6 afl.
- 2010 Hustle – als Lucy Britford – 2 afl.
- 2009 Moses Jones – als Dolly – 3 afl.
- 2007 The Whistleblowers – als Alisha Cole – 6 afl.
- 2005-2007 Rome – als Niobe – 15 afl.
- 2006 3 lbs. – als dr. Adrianne Holland – 6 afl.
- 2006 Torchwood – als Suzie Costello – 2 afl.
- 2005 Broken News – als Melanie Bellemay – 6 afl.
- 2000-2001 Attachments – als Sasha – 4 afl.
- 2001 In the Land of Plenty – als Sonali Ganatra – 4 afl.
- 1999 Psychos – als Dr. Martine Nichol – 6 afl.

- Gemeinsame Normdatei: 106192081X
- International Standard Name Identifier: 0000 0000 4504 9917
- Library of Congress Control Number: no2004018146
- Nationale Bibliotheek van Tsjechië: mzk20201068381
- Nationale Bibliotheek van Israël: 987007442605005171
- Nederlandse Thesaurus van Auteursnamen: 373659598
- Système universitaire de documentation: 161753566
- Virtual International Authority File: 78484364
- WorldCat: E39PBJfrHrdKJQPjQ7W9bwgHYP